# Chudaczewko
Chudaczewko (niem.: Neu Kuddezow) – wieś w Polsce położona w województwie zachodniopomorskim, w powiecie sławieńskim, w gminie Postomino. Wieś jest częścią składową sołectwa Mazów.
W latach 1975–1998 miejscowość administracyjnie należała do województwa słupskiego.